# Condado de Dougherty
El condado de Dougherty (en inglés: Dougherty County) es un condado en el estado estadounidense de Georgia. En el censo de 2000 el condado tenía una población de 96 065 habitantes. Es parte del área metropolitana de Albany. La sede de condado es Albany. El condado fue formado el 15 de diciembre de 1853 a partir de una porción del condado de Baker y fue nombrado en honor a Charles Dougherty, un juez y abogado de Athens.

## Geografía
Según la Oficina del Censo, el condado tiene un área total de 867 km² (335 sq mi), de la cual 854 km² (330 sq mi) es tierra y 13 km² (5 sq mi) (1,51%) es agua.

### Condados adyacentes
- Condado de Lee (norte)
- Condado de Worth (este)
- Condado de Mitchell (sur)
- Condado de Baker (suroeste)
- Condado de Calhoun (oeste)
- Condado de Terrell (noroeste)

## Autopistas importantes
- U.S. Route 19
- U.S. Route 82
- Ruta Estatal de Georgia 3
- Ruta Estatal de Georgia 62
- Ruta Estatal de Georgia 91
- Ruta Estatal de Georgia 133
- Ruta Estatal de Georgia 234
- Ruta Estatal de Georgia 300
- Ruta Estatal de Georgia 520

## Demografía
En el  censo de 2000, hubo 96 065 personas, 35 552 hogares y 24 282 familias residiendo en el condado. La densidad poblacional era de 292 personas por milla cuadrada (113/km²). En el 2000 había 39 656 unidades unifamiliares en una densidad de 120 por milla cuadrada (46/km²). La demografía del condado era de 37,80% blancos, 60,13% afroamericanos, 0,23% amerindios, 0,57% asiáticos, 0,03% isleños del Pacífico, 0,49% de otras razas y 0,74% de dos o más razas. 1,34% de la población era de origen hispano o latino de cualquier raza. 
La renta promedio para un hogar del condado era de $30 934 y el ingreso promedio para una familia era de $36 655. En 2000 los hombres tenían un ingreso medio de $30 742 versus $22 254 para las mujeres. La renta per cápita para el condado era de $16 645 y el 24,80% de la población estaba bajo el umbral de pobreza nacional.

## Ciudades y pueblos
- Acree
- Albany
- Butler Subdivision
- Dosaga
- Doublegate
- Ducker
- Five Points
- Four Points
- Gillionville
- Pecan City
- Pretoria
- Putney
- Radium Springs
- River Bend
- Turner City
- Walker
- Williamsburg